# Paul Moody
Pour les articles homonymes, voir Moody.
Paul Moody, né le 23 mai 1779 à Byfield, un quartier de la ville de Newbury au Massachusetts, et mort le 5 juillet 1831 à Lowell, est un inventeur de machines pour l'industrie textile. On lui attribue souvent le développement et le perfectionnement du premier métier à tisser électrique aux États-Unis, qui a permis de lancer avec succès la première usine de coton intégrée à Waltham en 1814, sous la direction de l'homme d'affaires Francis Cabot Lowell et de ses associés.

## Enfance et formation
Paul Moody naît le 24 mai 1779 à Byfield (Massachusetts), il est le fils de Paul Moody et l'un de ses neuf enfants.
Bien que l'éducation académique de Paul Moody ait été limitée, à l'âge de seize ans il a appris le métier de tisserand et est rapidement devenu un expert. Il est ensuite allé travailler dans une fabrique de clous de Jacob Perkins, d'abord à Byfield, puis à Amesbury lorsque l'entreprise déménage. En 1812, il travaille pour Kendrick et Worthen, fabricants de machines à carder.
Le 13 juillet 1800 (une source dit septembre 1798), il épouse Susan Morrill d'Amesbury,. Le couple a ensuite trois fils.
Peu après son mariage, il s'associe à Ezra Worthen, Thomas Boardman et Samuel Wigglesworth pour former l'Amesbury Wool and Cotton Manufacturing Company. Elle est constituée le 16 février 1813.

## Waltham
En 1814, il arrive à Waltham  pour superviser la mise en place de machines pour une nouvelle filature de coton sous l'égide de Francis Cabot Lowell (homme d'affaires) et The Boston Associates. Moody crée le premier métier à tisser électrique qui exploite les ruisseaux, les canaux et les rivières de la ville. Le brevet du métier à tisser revient à Lowell et à son associé.
Pendant son séjour à Waltham, Paul Moody obtient d'autres brevets. Il en a notamment obtenu un en 1816 pour ce qui allait devenir le cadre de remplissage (l'article invité est complété en 1819),, Il a amélioré le double speeder, un dispositif pour attacher le coton et obtient le brevet le 3 avril 1819. Le 17 janvier 1818, il a amélioré les rouleaux en stéatite pour la machine à panser d'Horrocks doublant ainsi son efficacité.
La rue Moody, dans le centre-ville de Waltham, porte le nom de Paul Moody.

## Lowell
Grâce au succès de Waltham, The Boston Associates établit une ville entièrement nouvelle en 1821-1825 sur les rives de la Merrimack River à East Chelmsford,. La ville prend le nom de Lowell d'après Francis Cabott Lowell. Là, en 1824, Moody construisit Lowell Machine Works, pour fournir les moulins avec leurs machines,,.
En 1824, Paul Moody a mis au point un système de courroies et de poulies en cuir pour alimenter les machines, qui est presque exclusivement utilisé dans les moulins américains à partir de cette date. Ce nouveau mode de transmission de l'énergie était plus économique et nécessitait moins d'entretien que le système d'arbre et d'engrenage utilisé dans les moulins du Britannique.
De 1823 à 1825, Paul Moody était l'ingénieur en chef de la Proprietors of Locks and Canals. Pendant cette période, il vit dans la maison aujourd'hui connue sous le nom de Moody-Whister-Francis House (qui abrite actuellement le Whistler House Museum of Art).
Paul Moody meurt subitement à Lowell  en 1831 après une maladie de 3 jours,,. Il a ensuite été honoré en faisant nommer des rues à Waltham  et Lowell  nommées d'après lui, bien que des sections de celle de Lowell aient été plus tard renommées University Avenue et Textile Avenue, car elle continue dans la ville voisine de Dracut .